# Противна дитина
«Противна дитина» (англ. Nasty Baby) — чилійсько-американський драматичний фільм, знятий Себастьяном Сільвою. Світова прем'єра стрічки відбулась на кінофестивалі «Санденс» 2015. Також фільм був обраний для показу у секції «Панорама» на Берлінському кінофестивалі 2015, де він отримав нагороду «Тедді» за найкращий ЛГБТ-фільм. «Противна дитина» вийде в США у обмежений прокат 23 жовтня 2015 року, а на цифрових носіях — 30 жовтня того ж року.

## Сюжет
Фільм розповідає про гей-пару Фредді і Мо, яка намагається завести дитину за допомогою своєї подружки Поллі.

## У ролях
| Актор            | Роль   |
| ---------------- | ------ |
| Крістен Віг      | Поллі  |
| Алія Шаукат      | Венді  |
| Марк Марголіс    | Річард |
| Рег Е. Кеті      | Бішоп  |
| Тунде Адебімпе   | Мо     |
| Себастьян Сільва | Фредді |

## Виробництво
13 серпня 2013 року було оголошено про те, що Крістен Віг і Тунде Адебімпе ведуть переговори щодо участі у фільмі, а Себастьян Сільва його зніматиме.

## Випуск
Міжнародний кінофестиваль у Торонто в 2014 році відхилив «Противну дитину» через «погану» кінцівку. Натомість фільм показав кінофестиваль «Санденс» 24 січня 2015 року. Незабаром після цього компанія The Orchard заявила, що придбала права на розповсюдження фільму. «Противна дитина» вийде в США у обмежений прокат 23 жовтня 2015 року, а на цифрових носіях — 30 жовтня того ж року.

## Визнання
| Нагороди та номінації фільму «Противна дитина» | Нагороди та номінації фільму «Противна дитина» | Нагороди та номінації фільму «Противна дитина»              | Нагороди та номінації фільму «Противна дитина» | Нагороди та номінації фільму «Противна дитина» | Нагороди та номінації фільму «Противна дитина» |
| Рік                                            | Нагорода                                       | Категорія                                                   | Номінант                                       | Результат                                      |                                                |
| ---------------------------------------------- | ---------------------------------------------- | ----------------------------------------------------------- | ---------------------------------------------- | ---------------------------------------------- | ---------------------------------------------- |
| 2015                                           | Берлінський кінофестиваль 2015                 | «Тедді» за найкращий ЛГБТ-фільм («Панорама»)                | «Противна дитина»                              | Перемога                                       |                                                |
| 2015                                           | Кінофестиваль «Єлисейські поля» 2015           | Приз глядацької аудиторії за найкрайщий американський фільм | «Противна дитина»                              | Номінація                                      |                                                |